# Рамеевский
путевой пост Рамеевский — упразднённый посёлок в Брединском районе Челябинской области. На момент упразднения входил в состав Брединского поссовета. Исключен из учётных данных в 1982 г.

## География
Располагался у одноименного путевого поста на железнодорожной линии Карталы - Никель Южно-Уральской железной дороги, на расстоянии примерно 7 км (по прямой) к западу от поселка Заозёрный.

## История
По данным на 1970 год посёлок входил в состав Брединского поссовета.
Исключен из учётных данных решением Челябинского областного Совета народных депутатов от 14.12.1982 года № 576.

## Население
| 1970 | 1977 |
| ---- | ---- |
| 67   | ↘33  |